# S/2019 S 14
S/2019 S 14 ist einer der kleineren äußeren Monde des Planeten Saturn.

## Entdeckung und Benennung
S/2019 S 14 wurde am 1. Juli 2019 durch die Astronomen Edward Ashton und Brett Gladman auf Aufnahmen entdeckt, die mit dem 8,2-m-Subaru-Teleskop am Mauna-Kea-Observatorium angefertigt wurden. Aus diesem Zeitraum konnten 61 weitere Saturnmonde nachgewiesen werden; die Entdeckung wurde am 10. Mai 2023 bekannt gegeben, der Mond erhielt die vorläufige Bezeichnung S/2019 S 14.
Der Beobachtungszeitraum von S/2019 S 14 erstreckt sich vom 1. Juli 2019 bis zum 9. Juli 2021; es liegen insgesamt 13 Beobachtungen über einen Zeitraum von zwei Jahren vor.

## Bahneigenschaften
S/2019 S 14 umkreist Saturn in zwei Jahren und 172 Tagen auf einer leicht elliptischen, prograden Umlaufbahn zwischen 16.708.000 km und 19.302.050 km Abstand zu dessen Zentrum. Die Bahnexzentrizität beträgt 0,072, die Bahn ist 50,1° gegenüber dem Äquator von Saturn geneigt.
Der Mond ist Bestandteil der sogenannten Inuit-Gruppe von Saturnmonden, die den Planeten mit Bahnneigungen zwischen 45,1° und 52,5° und Bahnexzentrizitäten zwischen 0,107 und 0,364 prograd umrunden.

## Physikalische Eigenschaften
S/2019 S 14 besitzt einen Durchmesser von etwa 2 km. Die absolute Helligkeit des Mondes beträgt 16,3 m.